# Chris Motionless
Chris "Motionless" Cerulli (nascido em 17 de outubro de 1986) é um cantor e compositor estadunidense. É vocalista e fundador da banda de metalcore Motionless in White, além de ser o único membro da formação original a permanecer no grupo atualmente. 
A banda já lançou uma demo, dois EPs e quatro álbuns completos. Chris também já colaborou e apareceu em vídeos de canções como "A New Beginning" de Upon This Dawning, "Angel Eyes" de New Years Day, "Whore" de In This Moment e "Forbidden Planet" de Michale Graves.
Suas influências incluem: Marilyn Manson, The Misfits, Bleeding Through, Eighteen Visions, Rob Zombie, Slipknot, The Smiths, Rammstein, Linkin Park, Korn e Nine Inch Nails.